# Grote fijihoningeter
De grote fijihoningeter (Foulehaio carunculatus) is een zangvogel uit de familie Meliphagidae (honingeters). De wetenschappelijke naam van de soort is voor het eerst geldig gepubliceerd in 1788 door Gmelin.

## Verspreiding en leefgebied
De soort komt voor in oostelijk Fiji, Samoa en Tonga.